# Papilio machaonides
Papilio machaonides is een vlinder uit de familie van de pages (Papilionidae). De wetenschappelijke naam van de soort is voor het eerst geldig gepubliceerd in 1796 door Eugen Johann Christoph Esper.